# Canelas
Canelas è una municipalità dello stato di Durango, nel Messico centrale, capoluogo della omonima municipalità.
La popolazione della municipalità è di 4 122 abitanti (2010) e ha una estensione di 683,40 km².